# Mannschaftskader der Primera División (Schach) 1976
Die Liste der Mannschaftskader der Primera División (Schach) 1976 enthält alle Spieler, die in der spanischen Primera División im Schach 1976 mindestens eine Partie spielten, mit ihren Einzelergebnissen.

## Allgemeines
Während CA Caja Insular de Ahorros in allen Wettkämpfen die gleichen vier Spieler einsetzte, spielten bei GE Seat Barcelona acht Spieler mindestens eine Partie. Insgesamt kamen 59 Spieler zum Einsatz, von denen 20 an allen Wettkämpfen teilnahmen.
Punktbester Spieler war Juan Manuel Bellón López (CA Schweppes Madrid) mit 7,5 Punkten aus 9 Partien. Orestes Rodríguez Vargas (CA Condal Las Palmas) erreichte 7 Punkte aus 9 Partien, Bent Larsen, José Miguel Fraguela Gil, Fernando Visier Segovia, José García Padrón (alle CA Caja Insular de Ahorros) und Arturo Pomar Salamanca (UGA Barcelona) je 6,5 Punkte aus 9 Partien. Kein Spieler erreichte 100 %, das prozentual beste Ergebnis gelang ebenfalls Bellón López.

## Legende
Die nachstehenden Tabellen enthalten folgende Informationen:
- Nr.: Ranglistennummer
- Titel: FIDE-Titel; GM = Großmeister, IM = Internationaler Meister
- Land: Verbandszugehörigkeit gemäß Elo-Liste von Januar 1976; DEN = Dänemark, ESP = Spanien, PER = Peru
- Elo: Elo-Zahl in der Elo-Liste von Januar 1976
- G: Anzahl Gewinnpartien
- R: Anzahl Remispartien
- V: Anzahl Verlustpartien
- Pkt.: Anzahl der erreichten Punkte
- Partien: Anzahl der gespielten Partien

## CA Caja Insular de Ahorros
| Nr. | Titel | Name                     | Land | Elo  | G | R | V | Pkt. | Partien |
| --- | ----- | ------------------------ | ---- | ---- | - | - | - | ---- | ------- |
| 1   | GM    | Bent Larsen              | DEN  | 2625 | 6 | 1 | 2 | 6,5  | 9       |
| 2   |       | José Miguel Fraguela Gil | ESP  | 2380 | 4 | 5 | 0 | 6,5  | 9       |
| 3   |       | Fernando Visier Segovia  | ESP  | 2350 | 5 | 3 | 1 | 6,5  | 9       |
| 4   |       | José García Padrón       | ESP  | 2305 | 5 | 3 | 1 | 6,5  | 9       |

## UGA Barcelona
| Nr. | Titel | Name                               | Land | Elo  | G | R | V | Pkt. | Partien |
| --- | ----- | ---------------------------------- | ---- | ---- | - | - | - | ---- | ------- |
| 1   | GM    | Arturo Pomar Salamanca             | ESP  | 2450 | 4 | 5 | 0 | 6,5  | 9       |
| 2   |       | Francisco Javier Ochoa de Echagüen | ESP  |      | 3 | 5 | 1 | 5,5  | 9       |
| 3   |       | Joaquín Serra Margalef             | ESP  |      | 0 | 1 | 1 | 0,5  | 2       |
| 4   |       | Guillermo Buxadé Roca              | ESP  |      | 3 | 4 | 2 | 5    | 9       |
| 5   |       | Jordi To-Figueras                  | ESP  |      | 2 | 1 | 1 | 2,5  | 4       |
| 6   |       | Joaquim Salvany Rius               | ESP  |      | 1 | 0 | 2 | 1    | 3       |

## CA Condal Las Palmas
| Nr. | Titel | Name                          | Land | Elo  | G | R | V | Pkt. | Partien |
| --- | ----- | ----------------------------- | ---- | ---- | - | - | - | ---- | ------- |
| 1   | IM    | Orestes Rodríguez Vargas      | PER  | 2435 | 5 | 4 | 0 | 7    | 9       |
| 2   |       | Augusto Menvielle Lacourrelle | ESP  | 2360 | 4 | 4 | 1 | 6    | 9       |
| 3   |       | Pedro Lezcano Montalvo        | ESP  | 2285 | 0 | 3 | 2 | 1,5  | 5       |
| 4   |       | Sergio Cabrera Guerra         | ESP  | 2215 | 1 | 4 | 1 | 3    | 6       |
| 5   |       | Juan García Padrón            | ESP  |      | 0 | 3 | 1 | 1,5  | 4       |
| 6   |       | Ángel López Torné             | ESP  |      | 1 | 1 | 1 | 1,5  | 3       |

## CA Schweppes Madrid
| Nr. | Titel | Name                      | Land | Elo  | G | R | V | Pkt. | Partien |
| --- | ----- | ------------------------- | ---- | ---- | - | - | - | ---- | ------- |
| 1   | IM    | Román Torán Albero        | ESP  | 2445 | 3 | 2 | 4 | 4    | 9       |
| 2   | IM    | Ricardo Calvo Mínguez     | ESP  | 2435 | 3 | 4 | 2 | 5    | 9       |
| 3   | IM    | Juan Manuel Bellón López  | ESP  | 2475 | 7 | 1 | 1 | 7,5  | 9       |
| 4   |       | Carlos Hernando Pertierra | ESP  | 2315 | 1 | 3 | 1 | 2,5  | 5       |
| 5   |       | Eduardo Franco Raymundo   | ESP  |      | 1 | 1 | 2 | 1,5  | 4       |

## CE Terrassa
| Nr. | Titel | Name                  | Land | Elo | G | R | V | Pkt. | Partien |
| --- | ----- | --------------------- | ---- | --- | - | - | - | ---- | ------- |
| 1   |       | Emili Simón Padrós    | ESP  |     | 1 | 3 | 1 | 2,5  | 5       |
| 2   |       | Joan Mora Amella      | ESP  |     | 3 | 3 | 3 | 4,5  | 9       |
| 3   |       | Juan Pomés Marcet     | ESP  |     | 2 | 6 | 0 | 5    | 8       |
| 4   |       | Francisco Puig Nadal  | ESP  |     | 1 | 0 | 1 | 1    | 2       |
| 5   |       | Jordi Antigua Padrós  | ESP  |     | 1 | 1 | 1 | 1,5  | 3       |
| 6   |       | Ramón Delgado Comerma | ESP  |     | 0 | 2 | 2 | 1    | 4       |
| 7   |       | Xavier Mateu i Palau  | ESP  |     | 3 | 0 | 2 | 3    | 5       |

## Asociación Barcinona
| Nr. | Titel | Name                   | Land | Elo | G | R | V | Pkt. | Partien |
| --- | ----- | ---------------------- | ---- | --- | - | - | - | ---- | ------- |
| 1   |       | Gregorio García Conesa | ESP  |     | 1 | 6 | 2 | 4    | 9       |
| 2   |       | Luís González Mestres  | ESP  |     | 2 | 4 | 2 | 4    | 8       |
| 3   |       | Josep Garriga Nualart  | ESP  |     | 2 | 2 | 0 | 3    | 4       |
| 4   |       | Lluís Coll Enriquez    | ESP  |     | 2 | 5 | 2 | 4,5  | 9       |
| 5   |       | Hernández              | ESP  |     | 1 | 3 | 0 | 2,5  | 4       |
| 6   |       | Josep Batalla Batalla  | ESP  |     | 0 | 1 | 1 | 0,5  | 2       |

## CE Espanyol Barcelona
| Nr. | Titel | Name                              | Land | Elo | G | R | V | Pkt. | Partien |
| --- | ----- | --------------------------------- | ---- | --- | - | - | - | ---- | ------- |
| 1   |       | Román Bordell Rosell              | ESP  |     | 3 | 1 | 4 | 3,5  | 8       |
| 2   |       | Eduardo Pérez Gonsalves           | ESP  |     | 2 | 3 | 2 | 3,5  | 7       |
| 3   |       | Pedro Puig Pulido                 | ESP  |     | 0 | 1 | 1 | 0,5  | 2       |
| 4   |       | Josep María Vilageliu Ceballos    | ESP  |     | 1 | 5 | 2 | 3,5  | 8       |
| 5   |       | Francisco Javier Prada Bengoechea | ESP  |     | 2 | 4 | 1 | 4    | 7       |
| 6   |       | Joan Segura Vila                  | ESP  |     | 0 | 2 | 1 | 1    | 3       |
| 7   |       | Camón                             | ESP  |     | 0 | 1 | 0 | 0,5  | 1       |

## CA Peña Rey Ardid Bilbao
| Nr. | Titel | Name                         | Land | Elo | G | R | V | Pkt. | Partien |
| --- | ----- | ---------------------------- | ---- | --- | - | - | - | ---- | ------- |
| 1   |       | Juan Carlos Fernández García | ESP  |     | 1 | 3 | 5 | 2,5  | 9       |
| 2   |       | Pedro María Zabala Bilbao    | ESP  |     | 2 | 3 | 4 | 3,5  | 9       |
| 3   |       | Ignacio Guadalajara Urroz    | ESP  |     | 1 | 2 | 3 | 2    | 6       |
| 4   |       | Luis Carnicero Rodríguez     | ESP  |     | 2 | 6 | 0 | 5    | 8       |
| 5   |       | Ángel Elías Ortega           | ESP  |     | 2 | 1 | 1 | 2,5  | 4       |

## RCD La Coruña
| Nr. | Titel | Name                  | Land | Elo  | G | R | V | Pkt. | Partien |
| --- | ----- | --------------------- | ---- | ---- | - | - | - | ---- | ------- |
| 1   |       | Domingo Merino Mejuto | ESP  | 2265 | 3 | 3 | 3 | 4,5  | 9       |
| 2   |       | Fernando Prada Rubín  | ESP  |      | 1 | 4 | 4 | 3    | 9       |
| 3   |       | Venancio Carro        | ESP  |      | 3 | 3 | 3 | 4,5  | 9       |
| 4   |       | Polo                  | ESP  |      | 1 | 1 | 4 | 1,5  | 6       |
| 5   |       | Rodríguez             | ESP  |      | 1 | 1 | 1 | 1,5  | 3       |

## GE Seat Barcelona
| Nr. | Titel | Name                        | Land | Elo | G | R | V | Pkt. | Partien |
| --- | ----- | --------------------------- | ---- | --- | - | - | - | ---- | ------- |
| 1   |       | Jaime Lladó Lumbera         | ESP  |     | 1 | 1 | 5 | 1,5  | 7       |
| 2   |       | Francisco De la Rosa Martín | ESP  |     | 0 | 0 | 1 | 0    | 1       |
| 3   |       | Fermín Tejero Royo          | ESP  |     | 0 | 2 | 5 | 1    | 7       |
| 4   |       | Joan Bautista Sánchez       | ESP  |     | 1 | 2 | 4 | 2    | 7       |
| 5   |       | Jesús María Colomer Candano | ESP  |     | 0 | 0 | 3 | 0    | 3       |
| 6   |       | José López de Castro        | ESP  |     | 1 | 4 | 3 | 3    | 8       |
| 7   |       | Antonio Jiménez Rando       | ESP  |     | 0 | 0 | 1 | 0    | 1       |
| 8   |       | Molina                      | ESP  |     | 0 | 1 | 1 | 0,5  | 2       |